# علی کافی

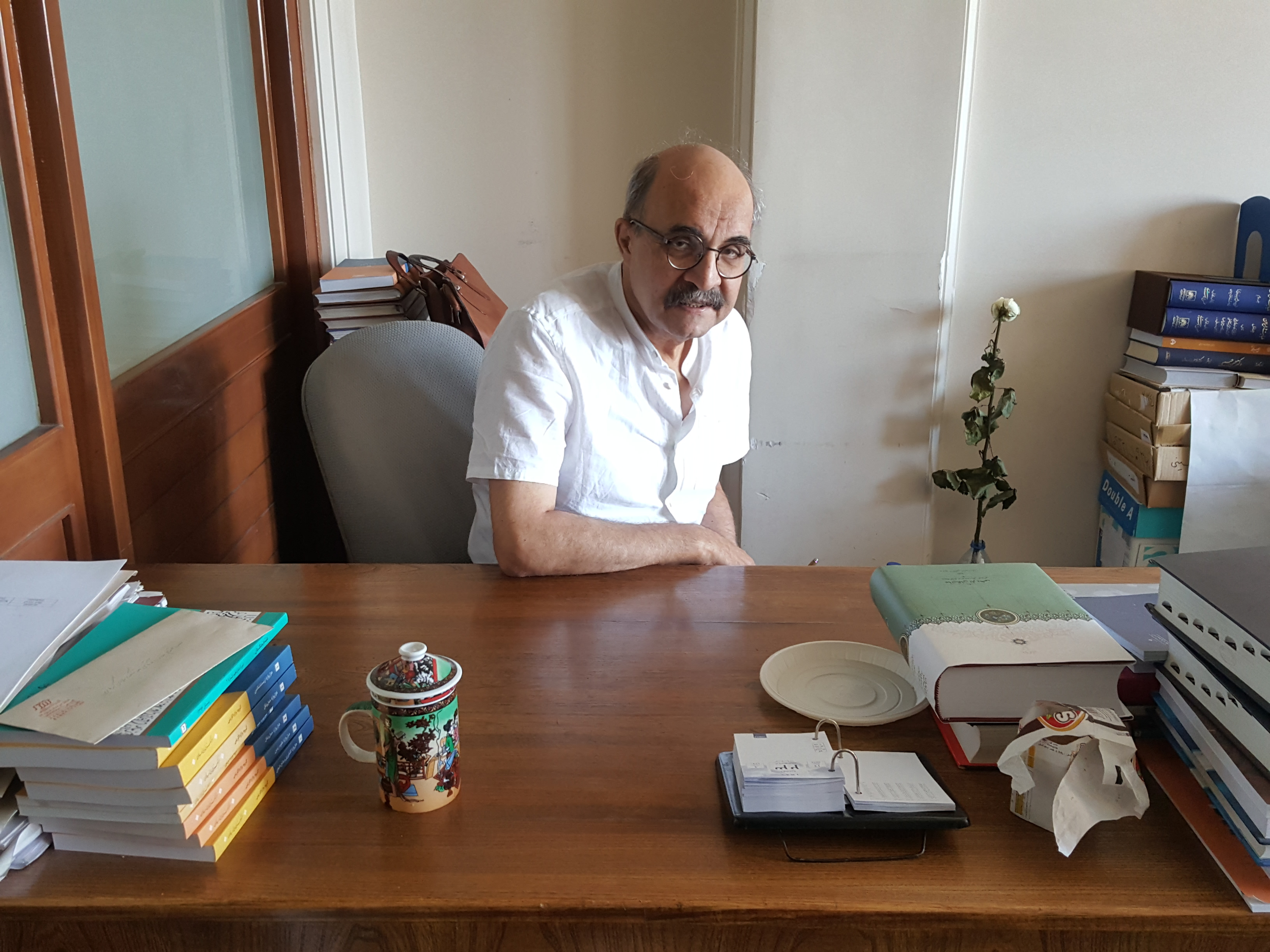
علی کافی در فرهنگستان زبان و ادب فارسی، اردیبهشت ۱۳۹۸

علی کافی (زادهٔ ۱۳۳۲ در مشهد) ویراستار و مترجم ایرانی و عضو شورای واژه‌گزینی فرهنگستان زبان و ادب فارسی است.
کافی دانش‌آموختهٔ رشتهٔ مهندسی برق است.

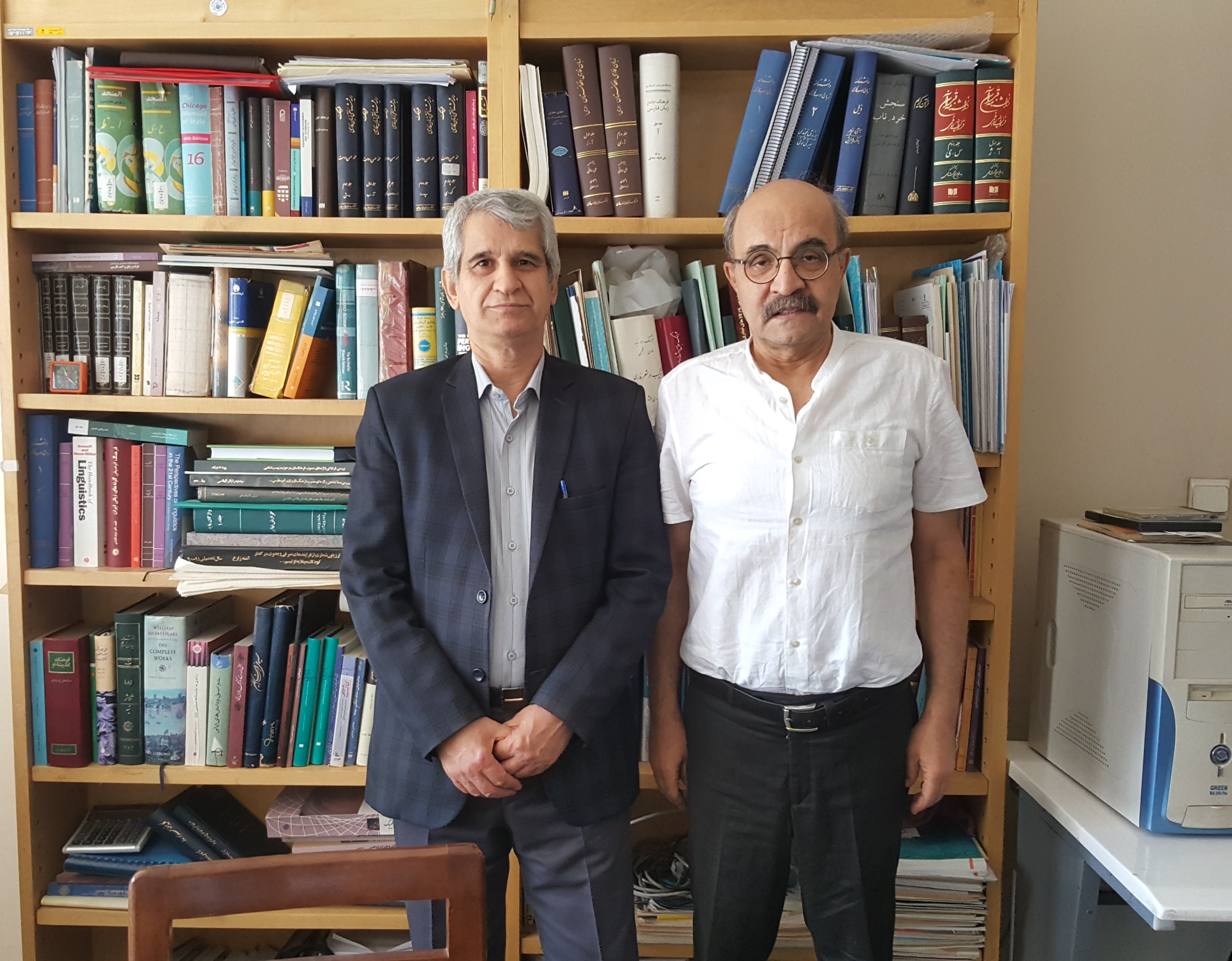
علی کافی به همراه علاءالدین طباطبایی در فرهنگستان زبان و ادب فارسی، اردیبهشت ۱۳۹۸

## آثار
- حساب دیفرانسیل و انتگرال و هندسهٔ تحلیلی، جورج برینتن توماس، راس فینی، سیامک کاظمی (مترجم)، علی کافی (مترجم)، تهران: مرکز نشر دانشگاهی
- سیستم‌های کنترل، بنجامین کو، علی کافی (مترجم)، تهران: دانشگاه صنعتی شریف، انتشارات علمی
- مدارهای الکتریکی، جیمز ویلیام نیلسون، علی کافی (مترجم)، تهران: مرکز نشر دانشگاهی
- مبانی مهندسی برق: مدار، آرتور یوجین فیتزجرالد، آروین گرابل، دیوید هیگین بوتام، علی کافی (مترجم)، تهران: مرکز نشر دانشگاهی
- کنترل، کاتسوهیکو آگاتا، علی کافی (مترجم)، تهران: مرکز نشر دانشگاهی
- رسم فنی (گرافیک مهندسی)، محمدمهدی روحانی مشهدی، علی کافی (مترجم)، تهران: دانشگاه صنعتی شریف، انتشارات علمی
- مسائل مسابقه‌های ریاضی دبیرستانی آمریکا (مسابقه‌های ۱۹۶۱ تا ۱۹۶۵)، چارلز سالکیند (گردآورنده)، علی کافی (مترجم)، تهران: مرکز نشر دانشگاهی
- مجموعه‌مقالات دومین هم‌اندیشی واژه گزینی و اصطلاح‌شناسی: تهران - اردیبهشت ماه ۱۳۸۲، زیرنظر علی کافی، تهران: فرهنگستان زبان و ادب فارسی، ۱۳۸۵
- واژه‌نامه و فرهنگ امنیت فضای تولید و تبادل اطلاعات (افتا)، علی کافی (ویراستار)، اشرف سراج (ویراستار)، تهران: دانشگاه صنعتی شریف، انتشارات علمی